# Номер 42-ри
„Номер 42-ри“ (на английски: 42) е американска биографична спортна драма от 2013 г. за бейзболния играч Джаки Робинсън, първият чернокож атлет, който играе в „Мейджър Лийг Бейзбол“ по време на модерната ера. По сценарий и режисура на Брайън Хелгеланд, във филма участват Чадуик Боузман в ролята на Робинсън, заедно с Харисън Форд, Никол Бехори, Кристофър Мелони, Андре Холенд, Лукас Блек, Хамиш Линклейтър и Райън Мериман в поддържащи роли. Премиерата на филма е в Съединените щати на 12 април 2013 г.